# Truist Center
El Truist Center (también conocido como Hearst Tower) es un rascacielos de 47 plantas y 201 m de altura situado en North Tryon Street, Charlotte, Carolina del Norte, Estados Unidos. Abrió el 14 de noviembre de 2002 y es el cuarto edificio más alto de Charlotte. La torre de 32 plantas descansa sobre un podio de 15 plantas. Dentro del podio se sitúa una planta de operaciones bursátiles de tres plantas de altura y 17 000 m² diseñada por Skidmore, Owings and Merrill y gestionada por Bank of America. El edificio es propiedad de Parkway Properties, Inc., aunque Hearst Corporation tiene también oficinas en el edificio. 
El diseño del edificio, en el que se ensancha según aumenta la altura, hace que las plantas superiores tengan una media de 2200 m² comparados con los 1900 m² de las plantas inferiores. 
El lobby de College Street tiene unas barandillas de bronce diseñadas por Edgar Brandt que fueron rescatadas de unos grandes almacenes Au Bon Marche de París. The Hearst Plaza, una plaza pública de 49 m por 20 m situada al lado de la entrada principal de North Tyron Street, contiene restaurantes, tiendas y el Museo Mint de Craft + Design. Enfrente de la plaza hay una escultura de cristal y bronce de 3 m elaborada por Howard Ben Tre titulada the Castellan, que se traduce como "guardián del castillo". Dentro del lobby está la Galería Bank of America, que contiene valiosas obras de arte y está abierta al público durante horario de oficinas. 
El edificio se sitúa cruzando la calle desde el Bank of America Corporate Center y 201 North Tryon.
Parkway Properties de Orlando, Florida anunció la compra de Hearst Tower en 2012 por 250 millones de dólares. Bank of America continuará alquilando 29 900 m² hasta 2022.